# 格里什基 (津科夫區)

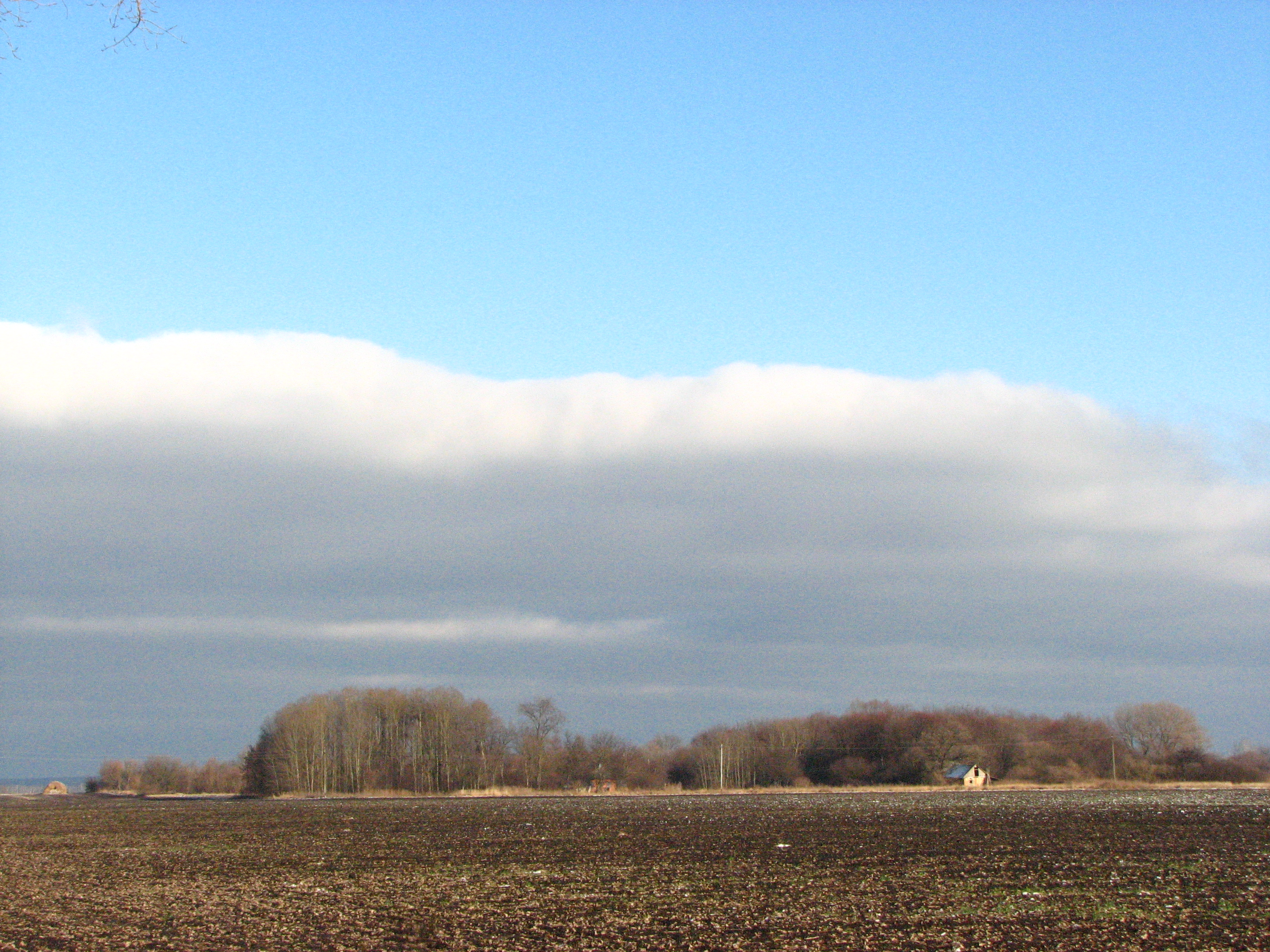

格里什基（烏克蘭語：Гришки），是烏克蘭中部的村莊，隸屬波爾塔瓦州的波爾塔瓦區。該村距離茨維托韋0.5公里，面積0.66平方公里，海拔高度145米，2001年人口67。
50°3′52″N 34°13′26″E / 50.06444°N 34.22389°E